# Imre Zoltán (koreográfus)
Imre Zoltán (Elek, 1943. november 8. – Budapest, 1997. június 30.) Erkel Ferenc-díjas magyar koreográfus, táncművész, balettigazgató.

## Életpályája
Édesanyja Fintha Klára, édesapja idősebb Imre Zoltán. Gyermekkorát Jánoshalmán töltötte anyai nagyapja vendéglője körül, a megbecsült család vitte gyermekkorában először balettelőadásra, mivel a táncra különösen érzékeny fiatal volt.  1961-ben végzett az Állami Balettintézetben, ekkor szerződött táncosként a Szegedi Nemzeti Színházhoz, ahol már 1962-ben koreográfusi megbízást is kapott Vaszy Viktor igazgatótól, majd 1964-től 1968-ig koreográfusként működött. 1967-től 1970-ig koreográfusi tanulmányokat folytatott a Színház- és Filmművészeti Főiskolán. 1968-ban Szervánszky Endre zenéjére készült Metamorfózis című koreográfiájával elnyerte a Kölni Koreográfiai Verseny első díját, ettől kezdve Nyugat-Európában (Düsseldorf, Stuttgart, Köln, Darmstadt, London) szólótáncosként és koreográfusként dolgozott 1986-os hazatéréséig. Ekkor a Budapesti Kamarabalettnél dolgozott, majd koreografálásra kérték az újjáépített Szegedi Nemzeti Színház átadásán, ahová 1987 őszén másodszor, immár balettigazgatóként szerződött. Vezetésével szerveződött önálló tagozattá a Szegedi Balett, melyből az önállósodás lépcsőfokain keresztül kifejlődött a modern táncművészet mára meghatározó magyarországi társulata, a Szegedi Kortárs Balett. 1994-ben távozott Szegedről, és 1997-ben bekövetkezett haláláig több magyar színház, t. k. a Magyar Állami Operaház számára készített koreográfiákat.

### Koreográfiái
A Színházi Adattárban szereplő koreográfiáinak száma 75.

### Rendezései
- Tebelak–Schwartz: Godspell (Szolnok, 1990)
- Giacomo Puccini: Pillangókisasszony (Győr 1994, Debrecen 1995)

## Díjai, elismerései
- Tanz-Forum Köln (1968, 1972)
- Szeged város Alkotói díjai
- a Magyar Művészetért Alapítvány díja (1990)
- Erkel Ferenc-díj (1991)

## Emlékezete
- A Szegedi Nemzeti Színház emléktáblát helyezett el előcsarnokában.
- Szeged MJV Önkormányzatának évente adományozott díja az Imre Zoltán-díj, amelyet a Szegedi Kortárs Balett egy táncművészének, a társulat tagjainak titkos szavazatai alapján ítélnek oda.
- 2017-ben a Nemzeti Kulturális Alap Imre Zoltán Programot indított fiatal alkotók támogatására.[2]

### Az Imre Zoltán Díj
- Halála után az édesanyja által létrehozott Imre Zoltán Alapítvány (elnöke Böhm György dramaturg, színházi rendező) 1998-ban díjat alapított Imre Zoltán Díj néven. 2010-óta a díj-kuratórium tagjai, híres szegedi táncművészek, koreográfusok, társulatvezetők Duda Éva (Duda Éva Társulat) Juhász Zsolt (Duna Művészegyüttes), Szögi Csaba (Közép-Európa Táncszínház), évente ítélnek oda egy kiemelkedő táncművésznek, alkotónak, melyre, az eddig díjban részesültek tehetnek javaslatot. A díj átadására, minden évben A Tánc Világnapján a Magyar Táncművészek Szövetsége által, Budapesten rendezett ünnepi gálaműsor keretében kerül sor.

#### Díjazottak
- 1998. Popova Aleszja
- 1999. Román Sándor
- 2000. Bodor Johanna
- 2001. Péntek Kata
- 2003. Barta Dóra
- 2004. Horváth Csaba
- 2005. Duda Éva
- 2006. Juhász Zsolt
- 2007. Frenák Pál
- 2008. Juronics Tamás
- 2009. Szögi Csaba
- 2010. Gergye Krisztián
- 2011. Mihályi Gábor, Vincze Balázs
- 2012. Hámor József
- 2013. Kun Attila
- 2014. Pataky Klári
- 2015. Goda Gábor
- 2016. Hód Adrienn
- 2017. Pataki András
- 2018. Orza Calin
- 2019. Lőrinc Katalin
- 2020. Mészáros Máté
- 2021. Krámer György
- 2022. Hégli Dusan
- 2023. Szabó Réka
- 2024. Velekei László
- 2025. Papp Tímea